# Giochi di gambe
Giochi di gambe è un singolo del cantautore italiano Giorgio Poi, pubblicato il 18 aprile 2025 come secondo estratto dal quarto album in studio Schegge.

## Descrizione
Il brano è scritto, composto e prodotto dallo stesso cantautore e ha anticipato l'uscita dell'album Schegge, pubblicato il 2 maggio 2025.

## Tracce
Testi e musiche di Giorgio Poti.
1. Giochi di gambe – 3:18